# George Mary Searle

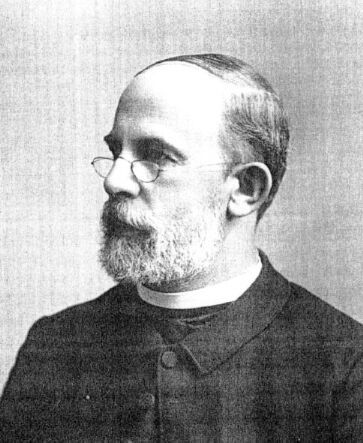
George Mary Searle

George Mary Searle (* 27. Juni 1839 in London; † 27. Juni 1918) war ein US-amerikanischer Astronom und Geistlicher.
Im Jahre 1858 entdeckte er den Asteroiden (55) Pandora. Darüber hinaus entdeckte er sechs Galaxien. 1862 wurde er in die American Academy of Arts and Sciences gewählt. Im vorgerückten Alter trat er dem katholischen Orden der Paulisten bei und lehrte an der Katholischen Universität von Amerika in Washington, D.C.